# Hermann Kleinhempel
Friedrich Hermann Kleinhempel (* 3. Februar 1828 in Eibenstock; † 31. Juli 1883 in Dresden) war ein erzgebirgischer Heimatdichter.

## Leben
Er war das zweitälteste Kind des beim Forstamt Eibenstock tätigen Kassenboten Friedrich August Kaufmann († 1857) und der Christiane Friedericke geb. Schmalfuß. Mit 17 Jahren verließ Kleinhempel seine Heimatstadt und war in verschiedenen Expeditionen tätig. Im Alter von 20 Jahren wurde er für sechs Jahre Soldat bei der Artillerie.
1858 erhielt Kleinhempel eine Anstellung als Grenzaufseher beim Posten Hammerunterwiesenthal (Schlössel) im Hauptamtsbezirk Annaberg. Als Grenzaufseher dichtete er in seiner Freizeit, wollte aber die Gedichte zunächst nicht in die Öffentlichkeit bringen. Erst als er im Hammer in Hammerunterwiesenthal einige seiner Gedichte den dort anwesenden Waldarbeitern vortrug und diese Gefallen daran fanden, gründete er einen Leseverein, in dem er in Unter- und Oberwiesenthal bisweilen in heiteren Gesellschaften seine Gedichte vortrug. Die Obererzgebirgische Zeitung wurde auf ihn aufmerksam und publizierte einige seiner Gedichte. Nachdem sich eine Reihe Subskribenten unter den Honoratioren von Oberwiesenthal gefunden hatten, gab er 1865 in Buchholz bei J. H. Hollstein das erste Heft seiner Gedichte in Druck.
Nach seiner Beförderung und Versetzung als Bürovorstand an das königlich-sächsische Zollamt nach Zwickau fand er nur noch wenig Zeit zum Dichten. Aufgrund dienstlicher Überanstrengung litt er unter übergroßer Nervosität, die zum frühzeitigen Tod im Alter von 51 Jahren führte.